# Ice (canción)
«Ice» es una canción de la banda finlandesa de rock alternativo The Rasmus (entonces conocido simplemente como "Rasmus"), lanzado originalmente en Playboys segundo álbum de la banda, el 29 de agosto de 1997.
La EP-canción fue lanzado en 1997 por el sello Warner Music Finland. Era la canción Side último sencillo del álbum Playboys, y las características del "Ufolaulu" (una canción humorística en finés acerca de los ovnis) y dos canciones en vivo, "Well Well" y "Kola". Las versiones originales de "Well Well" y "Kola" están tomadas del álbum Playboys.
"Ice" es una canción típica Playboys con una mezcla de rock, pop, funk y jazz.

## Lista de canciones
1. «Ice» - 2:45
2. «Ufolaulu» - 1:56
3. «Well Well» [en vivo] - 3:14
4. «Kola» [en vivo] - 3:43

## Apariciones en otras liberaciones
"Ice" también se incluye como la novena canción en el álbum recopilatorio de la banda, Hell of a Collection, que fue lanzado en 2001.